# Comuna Pârlita, Balta
Pârlita, de asemnea Pârlița (în ucraineană Перельоти, transliterat: Perelotî) este o comună în raionul Balta, regiunea Odesa, Ucraina, formată din satele Nemîrivske și Pârlita (reședința).

## Demografie
Componența lingvistică a comunei Pârlita
     Ucraineană (94,44%)
     Rusă (3,13%)
     Română (2,43%)
Conform recensământului din 2001, majoritatea populației comunei Pârlita era vorbitoare de ucraineană (94,44%), existând în minoritate și vorbitori de rusă (3,13%) și română (2,43%).